# Silex Records
Silex Records ist ein französisches Musiklabel, das in den späten 1980er Jahren von den Produzenten André Ricros und Philippe Krumm als unabhängiges Label gegründet wurde. Es spezialisierte sich auf Weltmusik.

## Geschichte
Das Label veröffentlichte neben ethnomusikalischen Feldaufnahmen Produktionen von u. a. Beñat Achiary, Valentin Clastrier, Paolo Fresu/Jacques Pellen/Erik Marchand, Louis Sclavis, Toufic Farroukh, Tony Muréna, Elena Ledda, Émile Vacher, Titty Robin, Bagad Bro Kemperle, Trigon, Denez Prigent, Riccardo Tesi/Patrick Vaillant/Gianluigi Trovesi und Alain Gibert. Diese zeichneten sich großteils dadurch aus, dass ein Crossover zwischen Folklore und Jazz angelegt war; teilweise handelte es sich auch um Imaginäre Folklore. Aus dem Bereich des Jazz waren Musiker wie Kenny Wheeler, Michel Godard, Michel Marre, Michael Riessler, Peter Gritz oder Bernard Lubat beteiligt. In Lizenzausgabe erschien auch ein Album des Moscow Art Trio (als Mikhail Alperin/Arkady Shilkloper/Sergey Starostin).
Das Label wurde um 1994 von dem Tonträgerunternehmen Auvidis erworben, das wiederum 1998 von Naïve Records gekauft wurde.